# Furna das Pombas
A Furna das Pombas é uma gruta portuguesa localizada na freguesia da Piedade, concelho das Lajes do Pico, ilha do Pico, arquipélago dos Açores.
Esta cavidade apresenta uma geomorfologia de origem vulcânica em forma de tubo de lava localizado em arriba. Apresenta um comprimento de 60 m.